# 伞花茉栾藤

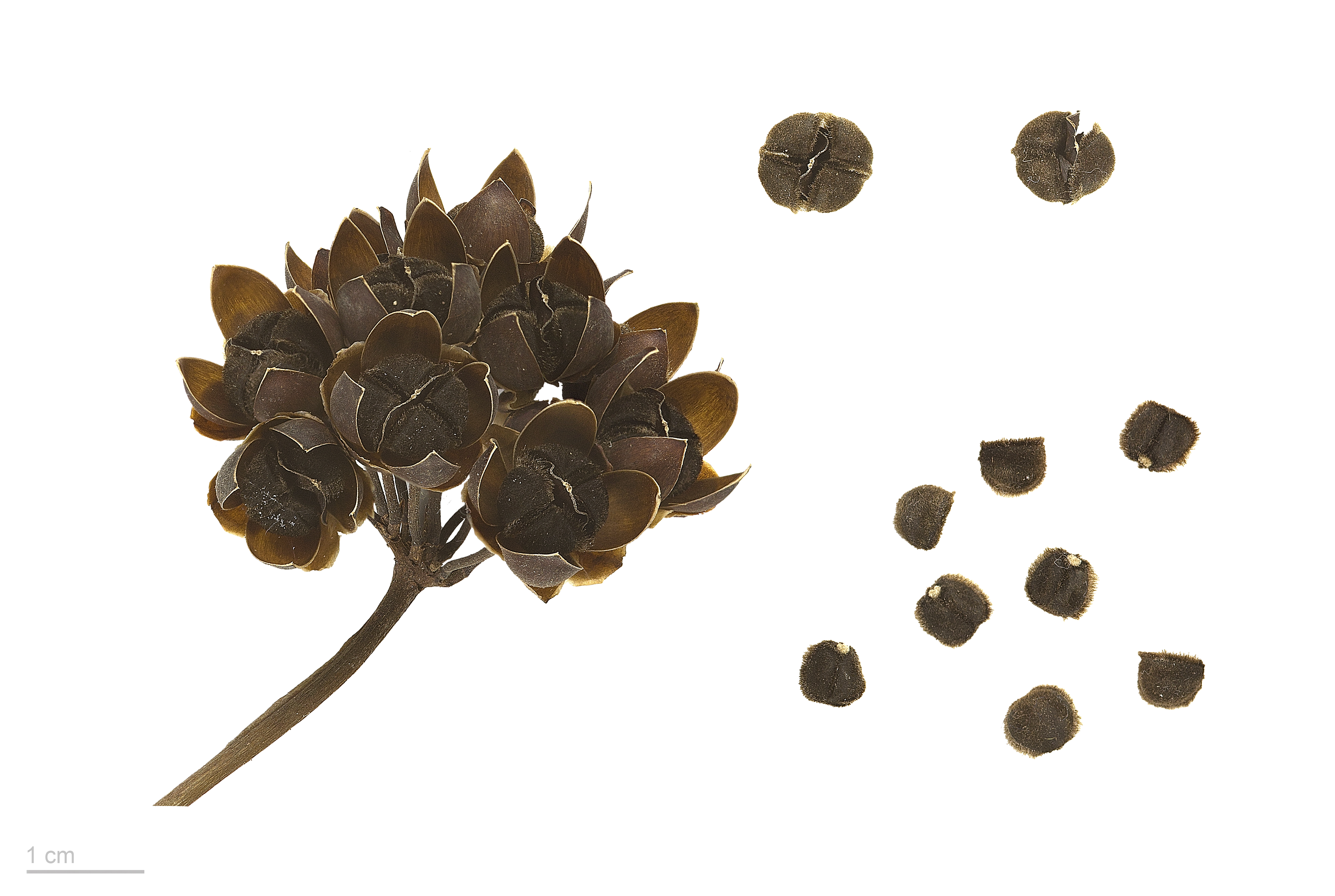
Merremia umbellata ssp umbellata”

伞花茉栾藤（学名：Camonea umbellata）为旋花科茉栾藤属的植物。分布于巴拉圭、墨西哥等地，目前尚未由人工引种栽培。